# QuikSCAT
QuikSCAT es un satélite artificial de la NASA lanzado el 20 de junio de 1999 mediante un cohete Titan desde la base de Vandenberg.
La misión de QuickSCAT es la de medir la velocidad y dirección del viento sobre los océanos mediante microondas para mejorar la predicción del tiempo y estudiar el desarrollo de las tormentas tropicales.